# شركة تعبئة مشروبات

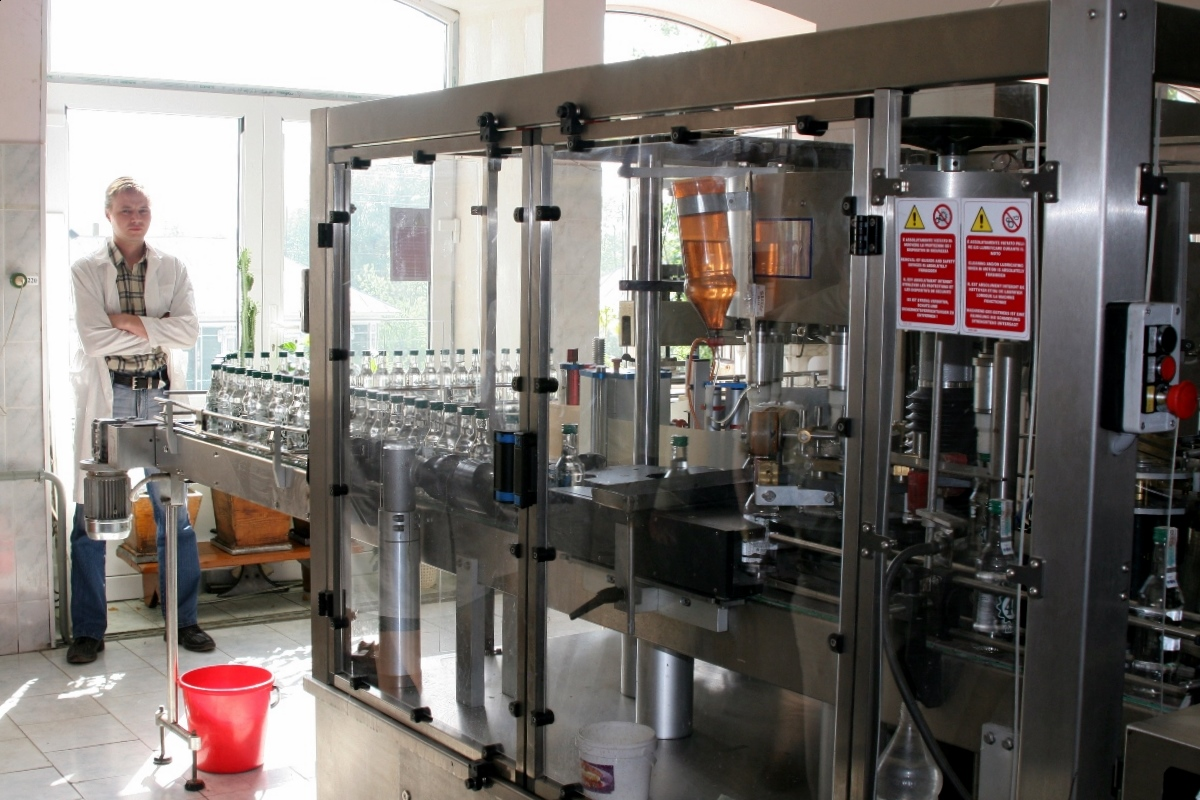

شركة تعبئة مشروبات (بالإنجليزية: bottling company)‏ هي شركة تعمل على تعبئة المشروبات بغرض التوزيع.
العديد من شركات تعبئة المشروبات هي امتيازات تجارية للشركات أمثال كوكاكولا وبيبسي كولا، وهي تزع المشروب في منطقة جغرافية معينة. بعض شركات تعبئة المشروبات ربما تعبئ مشروبات أخرى محلية مثل البيرة والنبيذ.
المهمة الأساسية لشركة تعبئة المشروبات هي خلط مكونات المشروب وملؤه في زجاجات أو علب. ثم تقوم بتوزيع المنتج النهائي إلى تجار الجملة في هذه المنطقة الجغرافية. تبيع الشركات الكبرى أمثال شركة كوكاكولا منتجاتهم إلى شركات تعبئة المشروبات أمثال شركة تعبئة كوكاكولا المتحدة.